# Flash Gordon (album)
A Flash Gordon a brit Queen rockegyüttes kilencedik stúdióalbuma. 1980. december 8-án jelent meg, a producerei Brian May és Reinhold Mack voltak.  Nem hagyományos értelemben vett nagylemez, a Flash Gordon című film zenei anyagából építkezik.
A filmzene megkomponálására Dino De Laurentiis producer kérte fel az együttest 1980 elején. Az ugyancsak 1980-as The Game albumhoz hasonlóan jelentős eltávolodás figyelhető meg zenéjük terén a klasszikus gitár orientált rock hangzástól: producerként Mack új, frissebb felvételi eljárásokkal ismertette meg őket, a hangszerelésbe bekerült az eddig mereven elutasított szintetizátor, és erőteljes befolyások érték őket a diszkó és funk zenei színtérről. A lemezen csak két hagyományosnak mondható, összefüggő szöveggel rendelkező dal található, a Flash’s Theme és a The Hero, ezen felül a dalok legjavát funkcionális aláfestő zörejek adják.
Az album az átlagosnál is kedvezőtlenebb fogadtatásban részesült. Amerikában hosszú évek (és a nagyon sikeres The Game) után ez volt az első bukásuk, amelyet jelentős, évekig tartó sikertelenségi sorozat követett. Mindazonáltal az ugyancsak műfajidegennek tűnő Flash’s Theme kislemezen a 10. helyet érte el az angol slágerlistán.

## Története
Az együttest az év elején kérte fel Dino De Laurentiis producer a film zenéjének megírására. Ez volt az egyik legelső nagyobb költségvetésű film, amelynek zenéjének megírására egy híres rockzenekart kértek fel. (Maga Laurentis az elmondások szerint nem is ismerte a Queent, neki is úgy ajánlották a zenekart.) Mindössze 20 percet láttak a filmből, amelynek alapján el kellett készíteni az alapvető témákat. A komponálásra és a felvételekre meglehetősen kevés idejük volt, hiszen még abban az évben felvették és kiadták a The Game sikeralbumot, és lebonyolították a The Game turnét. A felvételeket hat hét alatt kellett lebonyolítaniuk, emiatt a darabok felvételekor gyakran nem egységesen dolgoztak, előfordult, hogy egy-egy felvételen valamelyik tag nem volt jelen.
Az együttes részeit a Townhouse, az Advision, a The Music Centre és az Utopia stúdiókban vették fel. A nagyzenekari részeket Howard Blake vezényletével az Anvil stúdióban vették fel. Az első és egyetlen alkalom volt a Queen történetében, hogy egy album társ producere Brian May volt. A másik producer (May kifejezett kívánságára) a The Game felvételei alatt bizonyított német Reinhold Mack volt.
Meglepetést okozott, hogy az anyagot hivatalos Queen albumként is kibocsátották (eredetileg 1980 végére tervezték az első Greatest Hits lemezüket, de így az csúszott egy évet).

## Zene
Az album az előző The Game-nél is nagyobb kísérletet jelentett az elektronikus zene területére. Valódi kísérőzenét írtak (nem pedig kísérődalokat), a kompozíciók nagy része szöveg nélküli, nagyzenekari hatásokat mutató darab, amelyeknek a hangszerelését nagyrészt szintetizátorokkal végezték. May elmondása szerint a korai 1970-es években valóban idegenkedtek a szintetizátor használatától, de a Flash Gordon felvételek alatt jobban megismerkedtek a hangzásukkal, és ki tudták használni a tulajdonságaikat. Ez részben a helyzet újdonságából (azelőtt sosem írtak megrendelésre zenét, sem pedig filmzenét), részben pedig Reinhold Mack produceri felfogásából származott. De hatott rájuk Roger Taylor dobos is, aki az 1970-es évek végén több kísérleti szólóanyagot jelentetett meg, és már korábban megismerkedett a szintetizátorokkal és mintavevőkkel.
Két hagyományosabb dal a lemezről a Flash’s Theme és a The Hero (mindkettő May szerzeménye), ezek hasonlítanak leginkább egy átlagos rockdalhoz, ének hallható bennük, és megfelelő könnyűzenei kíséret. Ebben a két dalban is elhangzanak filmes effektek és filmbeli párbeszédek. A The Hero levezetője nagyon hasonlít a Flash bevezetőjéhez (különösen a jellegzetesen erős basszusmotívum), ami az album dalait egyfajta keretbe foglalja. Kibocsátásakor az együttes elárulta, hogy a legfőbb inspirációjuk Paul Zaza és Carl Zittrer 1980-as filmzenéje, a Prom Night volt.
A Wedding March a Richard Wagner klasszikus esküvői indulójának a gitárfeldolgozása.

## Reakciók
| Kritikák             | Kritikák         |
| Forrás               | Értékelés        |
| -------------------- | ---------------- |
| Record Mirror        | (1980)           |
| Entertainment Weekly | (kedvező) (2000) |
| RS Album Guide       | (2004)           |
| AllMusic             | [ 1 ]            |

Az album fél évvel a nagyon sikeres The Game után jelent meg, alig két héttel Karácsony előtt. A Queen albumokhoz hasonlítva nem tett szert nagy kereskedelmi sikerekre, de formátumához és stílusához viszonyítva nagy bukás sem volt. Jelentősebb sikereket Nagy-Britanniában ért el, ahol tizenöt hetet töltött az albumlistán, és a tizedik helyet érte el. Amerikában ez volt az első sikertelenebb albumuk az 1970-es évek zajos sikerei után, csak a 23. helyre került a Billboard Top 200-on, ennél jelentősen jobb pozíciót később sosem ért el Queen album. A lemezről kimásolt Flash kislemez, köszönhetően hagyományosabb hangvételének, viszonylag sikeres lett, a tizedik helyet érte el a brit slágerlistán, a 42. helyet a Billboard Hot 100-on. A Nielsen SoundScan felmérései szerint 1991 és 2006 között Amerikában 116 ezer példány kelt el belőle.
A kritika vegyesen fogadta a megjelenésének idején. A legtöbben azt nehezményezték, hogy annak ellenére, hogy alig tartalmaz hagyományos rockdalt, mégis Queen-albumként bocsátották ki. A Record Mirror kritikusa valódi epikus zenének nevezte, és a Ben Hur zenéjéhez hasonlította. Az AllMusic kritikusa zavarónak nevezte az instrumentális részeket, de a szerzeményék stílusát hamisítatlan Queennek tartotta. Az Entertainment Weekly kritikusa utalva az album általános negatív reakcióira, ezt írta: „ha az, hogy kedvelem-e ezt az albumot bűnössé tesz, nem akarok többé ártatlan lenni”.

## Az album dalai
| 1. | Flash’s Theme                                     | Brian May       | 3:29 |
| 2. | In the Space Capsule (The Love Theme)             | Roger Taylor    | 2:42 |
| 3. | Ming's Theme (In the Court of Ming the Merciless) | Freddie Mercury | 2:40 |
| 4. | The Ring (Hypnotic Seduction of Dale)             | Mercury         | 0:57 |
| 5. | Football Fight                                    | Mercury         | 1:28 |
| 6. | In the Death Cell (Love Theme Reprise)            | Taylor          | 2:24 |
| 7. | Execution of Flash                                | John Deacon     | 1:05 |
| 8. | The Kiss (Aura Resurrects Flash)                  | Mercury         | 1:44 |

| 1.  | Arboria (Planet of the Tree Men)                  | Deacon                      | 1:41 |
| 2.  | Escape from the Swamp                             | Taylor                      | 1:43 |
| 3.  | Flash to the Rescue                               | May                         | 2:44 |
| 4.  | Vultan’s Theme (Attack of the Hawk Men)           | Mercury                     | 1:12 |
| 5.  | Battle Theme                                      | May                         | 2:18 |
| 6.  | The Wedding March                                 | Richard Wagner, hangsz. May | 0:56 |
| 7.  | Marriage of Dale and Ming (and Flash Approaching) | May/Taylor                  | 2:04 |
| 8.  | Crash Dive on Mingo City                          | May                         | 1:00 |
| 9.  | Flash’s Theme Reprise (Victory Celebrations)      | May                         | 1:23 |
| 10. | The Hero                                          | May                         | 3:31 |

| 1. | Flash’s Theme (remix: Mista Lawnge) | May | 6:43 |

| 1. | Flash (Single Version)                                     | May     | 2:48 |
| 2. | The Hero… Revisited (1980. október)                        | May     | 2:55 |
| 3. | The Kiss (Early Version, 1980. március)                    | Mercury | 1:11 |
| 4. | Football Fight (Early Version, No Synths! - 1980. február) | Mercury | 1:55 |
| 5. | Flash (Live in Montreal, 1981. november)                   | May     | 2:12 |
| 6. | The Hero (Live in Montreal, 1981. november)                | May     | 1:48 |

| 1. | Flash / The Hero (Live at Morumbi Stadium, 1981) | May | 3:28 |
| 2. | Flash (Alternative promo)                        | May | 3:17 |
| 3. | Flash (Vanguard Mix) (Promo Video, 2003)         | May | 3:17 |

## Idézetek
Láttunk húsz percet az elkészült filmből és úgy gondoltuk igazán jó… Mi is jót akartunk csinálni, igazi filmzenét. Ez sok szempontból újdonság volt, mert eddig rockzenekar még nem csinált ilyet, vagy ha igen, akkor kiherélték, vagyis kellemes érzelgős háttérzenét írattak velük. Mi viszont megkaptuk a lehetőséget, hogy azt csinálhassunk, amit akarunk, amíg illik a filmhez. – Brian May

## Helyezések
| Ország      | Helyezés | Eladási minősítés | Eladás   |
| ----------- | -------- | ----------------- | -------- |
| Anglia      | 10       | arany             | 100 000+ |
| Amerika     | 23       | —                 | —        |
| Hollandia   | 13       | —                 | —        |
| Japán       | 12       | —                 | —        |
| Németország | 2        | —                 | —        |

## Kislemezek
| Év   | Kislemez               |
| ---- | ---------------------- |
| 1980 | Flash / Football Fight |